# Grijze noddy
De grijze noddy (Anous albivitta synoniem: Procelsterna albivitta) is een vogel uit de familie Laridae (meeuwen).

## Verspreiding en leefgebied
Deze soort telt 3 ondersoorten:
- A. a. albivitta: Lord Howe-eiland, Norfolk en de Kermadeceilanden, Tonga.
- A. a. skottsbergii: Henderson, Paaseiland en Sala y Gómez ten westen van Chili.
- A. a. imitatrix: Desventuradaseilanden ten westen van Chili (San Ambrosio en San Félixi).